# Cosa avete fatto a Metal Carter?
Cosa avete fatto a Metal Carter? è il secondo album in studio del rapper italiano Metal Carter, pubblicato il 2 Febbraio 2007 dalla Vibrarecords.

## Il disco
Si tratta dell'album che l'artista stesso considera il suo lavoro più oscuro e introspettivo. Il disco infatti è caratterizzato da tematiche fortemente autobiografiche e legate all’infanzia e all’adolescenza tormentate del rapper, segnate da violenze subite in famiglia e dall’utilizzo di psicofarmaci. Le strumentali sono estremamente cupe, angosciose, talvolta tristi (specialmente nelle strofe dove l’artista esprime il proprio dolore, come nella canzone Nei miei occhi) e in alcuni casi presentano dei campionamenti. Ad esempio i Beat dei brani Nella mia mano, Hardcore Pt. 1 e Truceboia sono tratti, rispettivamente, da Det Var En Gang Et Menneske di Wongraven, Division del Norte dei Brujeria e XII-XI-MCMXIX: Di Nuovo In Armi! degli Ianva. Il titolo dell’album è una citazione dal thriller italiano del 1972 Cosa avete fatto a Solange?. Il ritornello del brano Lascia che io sia rappresenta una macabra distorsione dell’omonima canzone di Nek, mentre il ritornello di Nella mia mano presenta le medesime parole contenute nella sigla italiana dell’anime del 1979 La balena Giuseppina. I featuring presenti nel disco sono, oltre che con gli altri membri dei Truceboys, con DJ Gengis Khan, Duke Montana, Jake La Furia e Julia. L’unico videoclip estratto dall’album è quello di Nella mia mano. Le strumentali dei brani Con il Crack e Truceboia, infine, sono presenti nella colonna sonora del film pornografico Mucchio Selvaggio, diretto da Matteo Swaitz, mentre Lascia che io sia compare nei titoli di coda. 

## Tracce
1. Vita? - 3:07 (Feat. DJ Gengis Khan - Prod. Rough - D.G. Di Paola, R. Buono, L. Malaguti, L. Lamanna)
2. Lascia che io sia - 2:34 (Prod. DJ Kimo Yano, Metal Carter - D.G. Di Paola, L. Lamanna)
3. Nella mia mano - 3:19 (Prod. Lou Chano - D.G. Di Paola, L. Lamanna)
4. Chi odia Metal Carter - 2:07 (Prod. Lou Chano - D.G. Di Paola, L. Lamanna)
5. T.R.U.C.E. - 2:39 (Feat. Noyz Narcos - Prod. Lou Chano - D.G. Di Paola, L. Lamanna, E. Frasca)
6. Hardcore Pt. 1 - 3:02 (Prod. Lou Chano - D.G. Di Paola, L. Lamanna)
7. Skit Danno - 0:13 (D.G. Di Paola, S.Eleuteri, E.Frasca)
8. Con il crack - 2:42 (Feat. Duke Montana - Prod. Lou Chano - D.G. Di Paola, L. Lamanna, D.Barker - Scream Miss Violetta Beauregarde)
9. Esca - 3:14  (Prod. Rough - D.G. Di Paola, R. Buono)
10. Truceboia - 4:28 (Feat. Truceboys - Prod. Lou Chano - D.G. Di Paola, L. Lamanna, E. Frasca, M. Mastrostefano, C. Ferrarese)
11. Nei miei occhi - 3:51 (Prod. Sine - D.G. Di Paola, L. Lamanna)
12. Hardcore Pt. 2 - 3:32 (Feat. Jake La Furia - Prod. Lou Chano - D.G. Di Paola, L. Lamanna, L. Florio)
13. Amore rubato - 2:43 (Prod. Noyz Narcos - D.G. Di Paola, L. Lamanna, E. Frasca)
14. Skit Elena Grimaldi - 0:19 (D.G. L. Lamanna)
15. Ammazzami - 2:31 (Feat. Gel, Noyz Narcos - Prod. Fuzzy - D.G. Di Paola, L. Lamanna, E. Frasca, C. Ferrarese)
16. Di notte - 3:41 (Feat. Julia - Prod. Santo Trafficante - D.G. Di Paola, L. Lamanna, G. Lenti, F. Caruso)